# Буден (комуна)
Комуна Буден (швед. Bodens kommun) — адміністративно-територіальна одиниця місцевого самоврядування, що розташована в лені Норрботтен у північній Швеції.
Буден 24-а за величиною території комуна Швеції. Адміністративний центр комуни — місто Буден.

## Населення
Населення становить 27 497 чоловік (станом на вересень 2012 року). 
| Кількість населення комуни Буден за 1970-2010 роки | Кількість населення комуни Буден за 1970-2010 роки | Кількість населення комуни Буден за 1970-2010 роки | Кількість населення комуни Буден за 1970-2010 роки | Кількість населення комуни Буден за 1970-2010 роки |
| -------------------------------------------------- | -------------------------------------------------- | -------------------------------------------------- | -------------------------------------------------- | -------------------------------------------------- |
| Рік                                                |                                                    |                                                    | Населення                                          |                                                    |
| 1970                                               | 1970                                               |                                                    | 27 032                                             | 27 032                                             |
| 1975                                               | 1975                                               |                                                    | 27 815                                             | 27 815                                             |
| 1980                                               | 1980                                               |                                                    | 28 848                                             | 28 848                                             |
| 1985                                               | 1985                                               |                                                    | 29 029                                             | 29 029                                             |
| 1990                                               | 1990                                               |                                                    | 29 740                                             | 29 740                                             |
| 1995                                               | 1995                                               |                                                    | 30 153                                             | 30 153                                             |
| 2000                                               | 2000                                               |                                                    | 28 679                                             | 28 679                                             |
| 2005                                               | 2005                                               |                                                    | 28 176                                             | 28 176                                             |
| 2010                                               | 2010                                               |                                                    | 27 471                                             | 27 471                                             |
| Джерело: SCB                                       |                                                    |                                                    |                                                    |                                                    |

## Населені пункти
Комуні підпорядковано 6 міських поселень (tätort) та низка сільських, більші з яких:
- Буден (Boden)
- Севаст (Sävast)
- Гарадс (Harads)
- Унбин (Unbyn)
- Вітт'ярв (Vittjärv)
- Будтрескфорс (Bodträskfors)
- Свартло (Svartlå)

## Міста побратими
Комуна підтримує побратимські контакти з такими муніципалітетами:
- Комуна Алта, Норвегія
- Оулу, Фінляндія
- Апатити, Росія

## Галерея

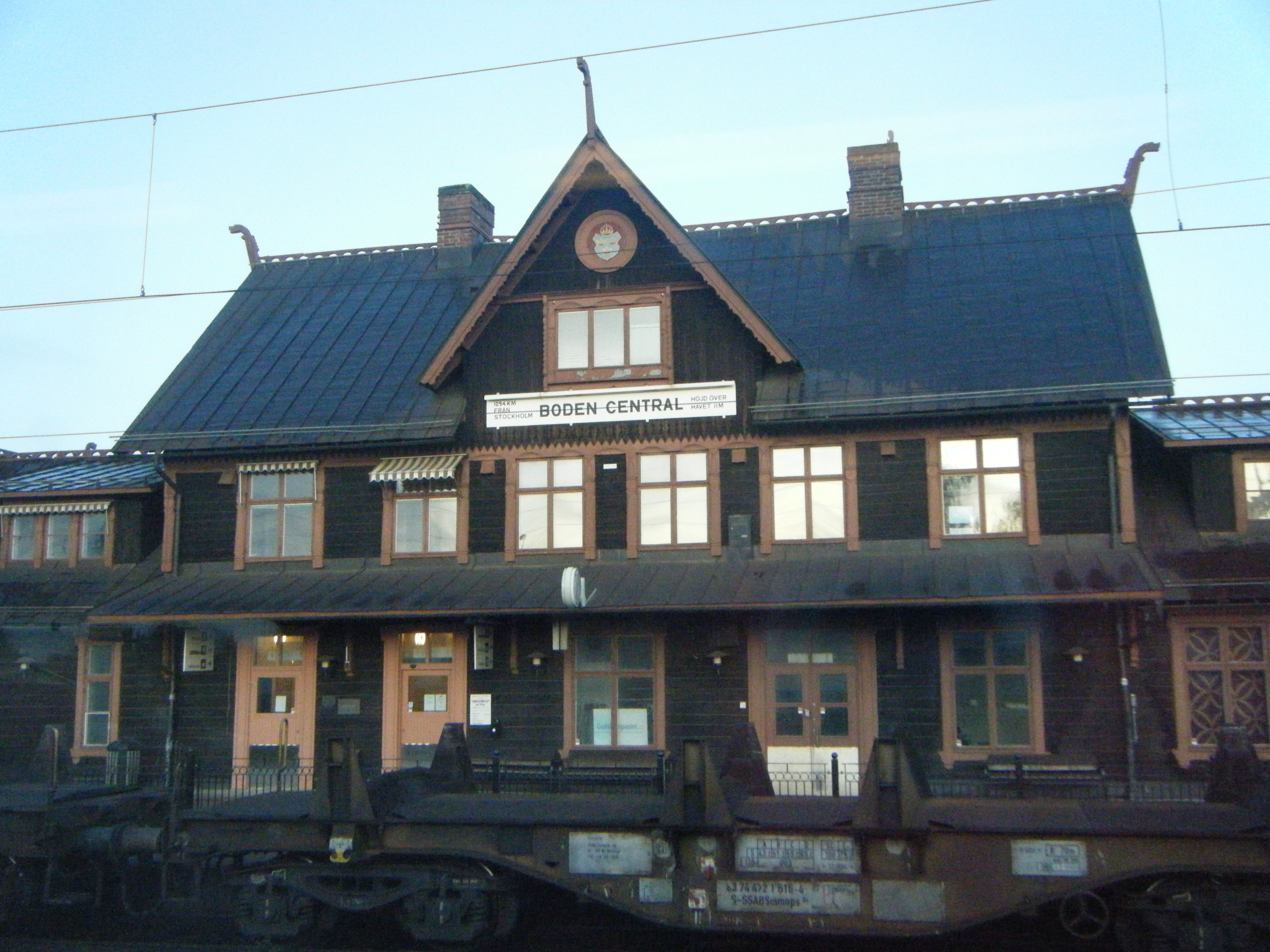
Залізнична станція Буден
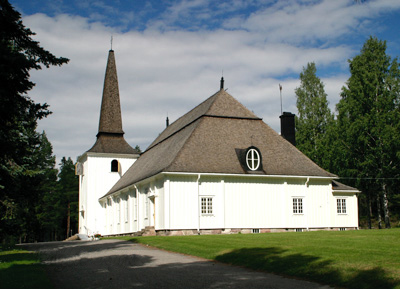
Церква (Гарадс)
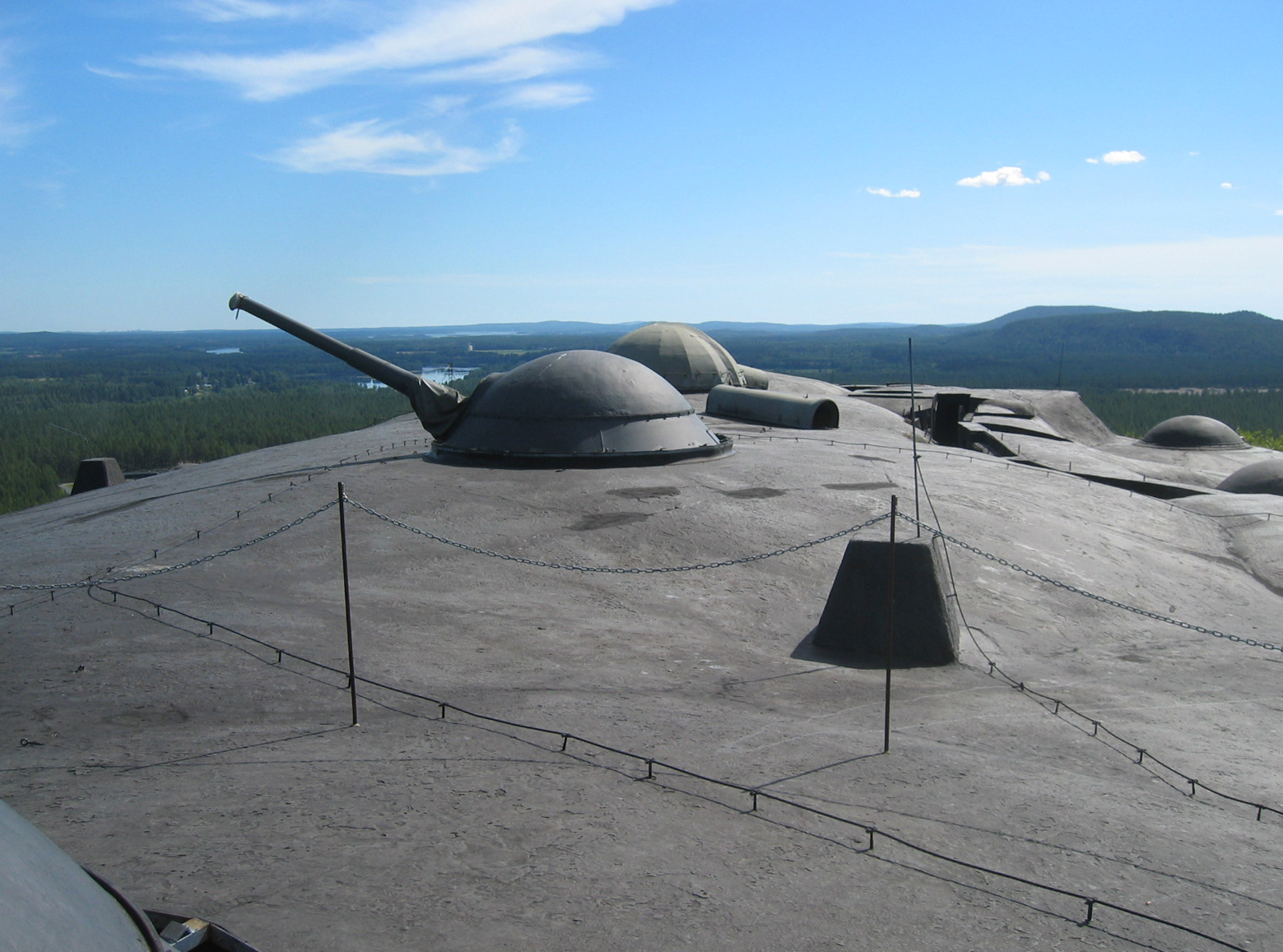
Буденська фортеця

## Виноски
1. 1 2 3 4 5 6 7 8 9  https://www.boden.se/kommunen/organisation-och-styrning/kommunalrad-genom-tiderna
2. ↑  Folkmangd i riket, lan och kommuner (шв.) . Центральне бюро статистики Швеції. Архів оригіналу за 20 серпня 2013. Процитовано 13 лютого 2013.